# ヘクラ山
ヘクラ山（アイスランド語: Hekla）は、アイスランドの成層火山。アイスランドの南部に位置し、国内で最も活動的な火山である。なお『ヘクラ（Hekla）』とはアイスランド語で『頭巾』を意味する。
標高1,491m、比高1,000m、周囲約19km、山頂は氷におおわれており、山体は山頂を通る割れ目の方向（東北東～西南西）方向に延びている。ヘクラ山はアイスランドの火山としてはめずらしくプリニー式噴火を何度も繰り返した経歴をもち、少なくとも16回の噴火が知られている。爆発的噴火はおもに山頂火口より生じ、溶岩の流出は山頂から東北東～西南西方向に広がる山腹割れ目噴火帯より起こる。
最大の噴火は1766‐68年噴火で、1.3km3の溶岩を流出した。1845年9月2日に、大爆発（VEI=4,DVI=250）した。1947‐48年噴火では初期のプリニー式噴火の噴煙柱は27kmに達した。最近では、2000年2月28日に噴火した。